# 约翰·法比安
约翰·麦克里利·法比安（英語：John McCreary Fabian，1939年1月28日—），前美國空軍上校及美国国家航空航天局宇航员，执行过STS-7以及STS-51-G任务。